# Vovše
Vovše – wieś w Słowenii, w gminie Litija. W 2018 roku liczyła 21 mieszkańców.